# Agroturystyczny Szlak Rowerowy Gminy Zgierz
 Agroturystyczny Szlak Rowerowy Gminy Zgierz – zielony znakowany szlak rowerowy o długości  9 km prowadzący przez tereny gminy Zgierz.

## Przebieg
- Zgierz
- Dąbrówka Wielka
- Rosanów
- Ciosny
- Dzierżązna
- Biała Zgierska
- Szczawin
- Dąbrówka Strumiany
- Dąbrówka Sowice
- Zgierz